# El planeta de los simios (serie de televisión)
El planeta de los simios (en inglés Planet of the Apes) es una serie estadounidense de ciencia ficción emitida por la CBS en el año 1974. La serie está basada en la novela El planeta de los simios de Pierre Boulle. La serie tuvo 14 capítulos con una duración de unos 45 minutos cada uno.

## Argumento
En el 19 de agosto de 1980 una nave de la NASA da un salto en el tiempo, estrellándose en un planeta desconocido habitado por simios y humanos donde los simios son la especie dominante. De los tres astronautas solo sobreviven dos, el coronel Alan Virdon (Ron Harper) y el comandante Peter Burke (James Naughton). Los astronautas fueron descubiertos por los simios, pero desafortunadamente el orangután Dr. Zaius y el General Urko ordenan que los ejecuten. No obstante y gracias al chimpancé Galen (Roddy McDowall), que descubre la verdad sobre los humanos, estos logran escapar.
El planeta habitado por los simios es la Tierra del 21 de marzo del año 3085.
Galen, Alan Virdon y Pete Burke viajarán de aldea en aldea en busca de un ordenador capaz de leer un disco que pudieron coger de su nave antes de que esta fuera destruida, para poder saber qué pasó en el espacio cuando dieron ese salto en el tiempo y así poder regresar a su época de 1980.

## Capítulos
- 01 Huida del Mañana (Escape From Tomorrow)
- 02 Los Gladiadores (The Gladiators)
- 03 La Trampa (The Trap)
- 04 Las Buenas Semillas (The Good Seeds)
- 05 El Legado (The Legacy)
- 06 La Marea del Mañana (Tomorrow's Tide)
- 07 El Cirujano (The Surgeon)
- 08 La Decepción (The Deception)
- 09 La Carrera de Caballos (The Horse Race)
- 10 El Interrogatorio (The Interrogation)
- 11 El Tirano (The Tyrant)
- 12 La Cura (The Cure)
- 13 El Libertador (The Liberator)
- 14 En lo alto del Cielo (Up Above the World so High)